# Intel 80286
De Intel 80286, kortweg 286, uit 1982 was de opvolger van de 80186. De processor kon in twee modes werken, de real mode en de protected mode. In de real mode functioneerde hij als een snellere 80186. In de protected mode maakte hij gebruik van een speciale geheugenbeheersmodule. Deze had de volgende voordelen:
- Er was een scheiding tussen besturingssysteem en programma's. Het besturingssysteem had bovendien de absolute controle over wat een programma kon doen met de computer. Het besturingssysteem werd hierdoor eindverantwoordelijk voor de stabiliteit van een computer, in plaats van de programma's.
- Als onderdeel hiervan gaf de processor een protectiefout als een programma geheugen probeerde aan te spreken dat niet toegewezen was. Slecht functionerende programma's konden nu afgesloten worden, maar ook was er de mogelijkheid virtueel geheugen te gebruiken. Zodra een programma een protectiefout gaf, keek het besturingssysteem of het geheugen op schijf stond. Was dat het geval, dan werd dit geheugen ingelezen en weer aan het programma toegewezen.
- De maximale hoeveelheid geheugen dat de processor aankon was verhoogd naar 16 megabytes.

Computers met een 80286 werden AT genoemd, in tegenstelling tot de langzamere PC-XT die op een 8086 of 8088 processor werkten.
De 80286 bleek een denkfout te bevatten. Als de processor in protected mode was gezet, was het onmogelijk terug te keren naar real mode zonder een reset uit te voeren. Intel verwachtte namelijk dat programmeurs in mum van tijd naar de protected mode zouden overstappen en de real mode zouden vergeten.
Het probleem was dat de IBM PC, die PC-DOS (of MS-DOS) draaide, aan populariteit won. DOS was echter geschreven voor de 8086. Het gevolg was dat DOS-programma's niet de protected mode konden activeren, omdat ze dan niet naar de real mode terug konden schakelen als zij met het besturingssysteem wilden communiceren.
Na enkele jaren is er toch een methode gevonden dit te doen, gebruikmakend van de mogelijkheid de processor te resetten.